# Marinska divizija
Marinska divizija (tudi divizija mornariške pehote) je divizija mornariške pehote, ki je izurjena, opremljena in oborožena za izvajanje desantov (tako zračnih kot pomorskih).